# Tour Méditerranéen 1991
Il Tour Méditerranéen 1991, diciottesima edizione della corsa, si svolse dal 12 al 17 febbraio 1991 su un percorso di 807 km ripartiti in 6 tappe (la terza suddivisa in due semitappe). Fu vinta dall'australiano Phil Anderson della Motorola davanti allo svizzero Tony Rominger e allo spagnolo Julián Gorospe.

## Tappe
| Tappa  | Data        | Percorso                                  | km  | Vincitore di tappa | Leader cl. generale |
| ------ | ----------- | ----------------------------------------- | --- | ------------------ | ------------------- |
| 1ª     | 12 febbraio | Carcassonne > Béziers                     | 129 | Christophe Capelle | Christophe Capelle  |
| 2ª     | 13 febbraio | Béziers > Le Grau-du-Roi                  | 96  | Jelle Nijdam       | Christophe Capelle  |
| 3ª-1ª  | 14 febbraio | Arles > Vitrolles                         | 89  | Luc Roosen         | Luc Roosen          |
| 3ª-2ª  | 14 febbraio | Marignane > Marignane (cron. individuale) | 14  | Jelle Nijdam       | Tony Rominger       |
| 4ª     | 15 febbraio | Six Fours > Antibes                       | 195 | Philippe Bouvatier | Tony Rominger       |
| 5ª     | 16 febbraio | Antibes > Mont Faron                      | 154 | Phil Anderson      | Phil Anderson       |
| 6ª     | 17 febbraio | Hyères > Marsiglia                        | 130 | Phil Anderson      | Phil Anderson       |
| Totale | Totale      | Totale                                    | 807 |                    |                     |

## Dettagli delle tappe

### 1ª tappa
- 12 febbraio: Carcassonne > Béziers – 129 km

| Pos. | Corridore          | Squadra      | Tempo    |
| ---- | ------------------ | ------------ | -------- |
| 1    | Christophe Capelle | Z-Peugeot    | 3h23'08" |
| 2    | Laurent Jalabert   | Toshiba      | s.t.     |
| 3    | Pierre Dewailly    | Histor-Sigma | s.t.     |

| Pos. | Corridore          | Squadra   | Tempo |
| ---- | ------------------ | --------- | ----- |
| 1    | Christophe Capelle | Z-Peugeot |       |

### 2ª tappa
- 13 febbraio: Béziers > Le Grau-du-Roi – 96 km

| Pos. | Corridore     | Squadra | Tempo    |
| ---- | ------------- | ------- | -------- |
| 1    | Jelle Nijdam  | Buckler | 2h38'16" |
| 2    | Michel Zanoli | Tulip   | s.t.     |
| 3    | Johnny Dauwe  | Tulip   | s.t.     |

| Pos. | Corridore          | Squadra   | Tempo |
| ---- | ------------------ | --------- | ----- |
| 1    | Christophe Capelle | Z-Peugeot |       |

### 3ª tappa - 1ª semitappa
- 14 febbraio: Arles > Vitrolles – 89 km

| Pos. | Corridore        | Squadra      | Tempo    |
| ---- | ---------------- | ------------ | -------- |
| 1    | Luc Roosen       | Tulip        | 2h11'36" |
| 2    | Michel Vermote   | R.M.O.       | a 6"     |
| 3    | Wilfried Peeters | Histor-Sigma | s.t.     |

| Pos. | Corridore  | Squadra | Tempo |
| ---- | ---------- | ------- | ----- |
| 1    | Luc Roosen | Tulip   |       |

### 3ª tappa - 2ª semitappa
- 14 febbraio: Marignane > Marignane (cron. individuale) – 14 km

| Pos. | Corridore      | Squadra | Tempo  |
| ---- | -------------- | ------- | ------ |
| 1    | Jelle Nijdam   | Buckler | 15'42" |
| 2    | Tony Rominger  | Toshiba | a 14"  |
| 3    | Julián Gorospe | Banesto | a 18"  |

| Pos. | Corridore     | Squadra | Tempo |
| ---- | ------------- | ------- | ----- |
| 1    | Tony Rominger | Toshiba |       |

### 4ª tappa
- 15 febbraio: Six Fours > Antibes – 195 km

| Pos. | Corridore          | Squadra  | Tempo    |
| ---- | ------------------ | -------- | -------- |
| 1    | Philippe Bouvatier | R.M.O.   | 5h02'04" |
| 2    | Richard Virenque   | R.M.O.   | a 3"     |
| 3    | Laurent Dufaux     | Helvetia | s.t.     |

| Pos. | Corridore     | Squadra | Tempo |
| ---- | ------------- | ------- | ----- |
| 1    | Tony Rominger | Toshiba |       |

### 5ª tappa
- 16 febbraio: Antibes > Mont Faron – 154 km

| Pos. | Corridore            | Squadra  | Tempo    |
| ---- | -------------------- | -------- | -------- |
| 1    | Phil Anderson        | Motorola | 4h07'51" |
| 2    | Jean-Claude Leclercq | Helvetia | a 8"     |
| 3    | Pascal Richard       | Helvetia | a 18"    |

| Pos. | Corridore     | Squadra  | Tempo |
| ---- | ------------- | -------- | ----- |
| 1    | Phil Anderson | Motorola |       |

### 6ª tappa
- 17 febbraio: Hyères > Marsiglia – 130 km

| Pos. | Corridore        | Squadra   | Tempo    |
| ---- | ---------------- | --------- | -------- |
| 1    | Phil Anderson    | Motorola  | 3h11'53" |
| 2    | Marcel Arntz     | Telekom   | a 4"     |
| 3    | Thierry Gouvenou | Z-Peugeot | s.t.     |

| Pos. | Corridore      | Squadra  | Tempo     |
| ---- | -------------- | -------- | --------- |
| 1    | Phil Anderson  | Motorola | 20h51'08" |
| 2    | Tony Rominger  | Toshiba  | a 30"     |
| 3    | Julián Gorospe | Banesto  | a 49"     |

## Classifiche finali

### Classifica generale
| Pos. | Corridore            | Squadra             | Tempo     |
| ---- | -------------------- | ------------------- | --------- |
| 1    | Phil Anderson        | Motorola            | 20h51'08" |
| 2    | Tony Rominger        | Toshiba             | a 30"     |
| 3    | Julián Gorospe       | Banesto             | a 49"     |
| 4    | Pascal Richard       | Helvetia-La Suisse  | a 50"     |
| 5    | Viatcheslav Ekimov   | Panasonic-Sportlife | a 56"     |
| 6    | Malcolm Elliott      | Seur-Otero          | a 1'06"   |
| 7    | Jean-Claude Leclercq | Helvetia-La Suisse  | s.t.      |
| 8    | Udo Bölts            | Telekom             | a 12"     |
| 9    | Gilles Delion        | Helvetia-La Suisse  | a 1'31"   |
| 10   | Éric Caritoux        | R.M.O.              | a 2'04"   |